# ホーナー (企業)

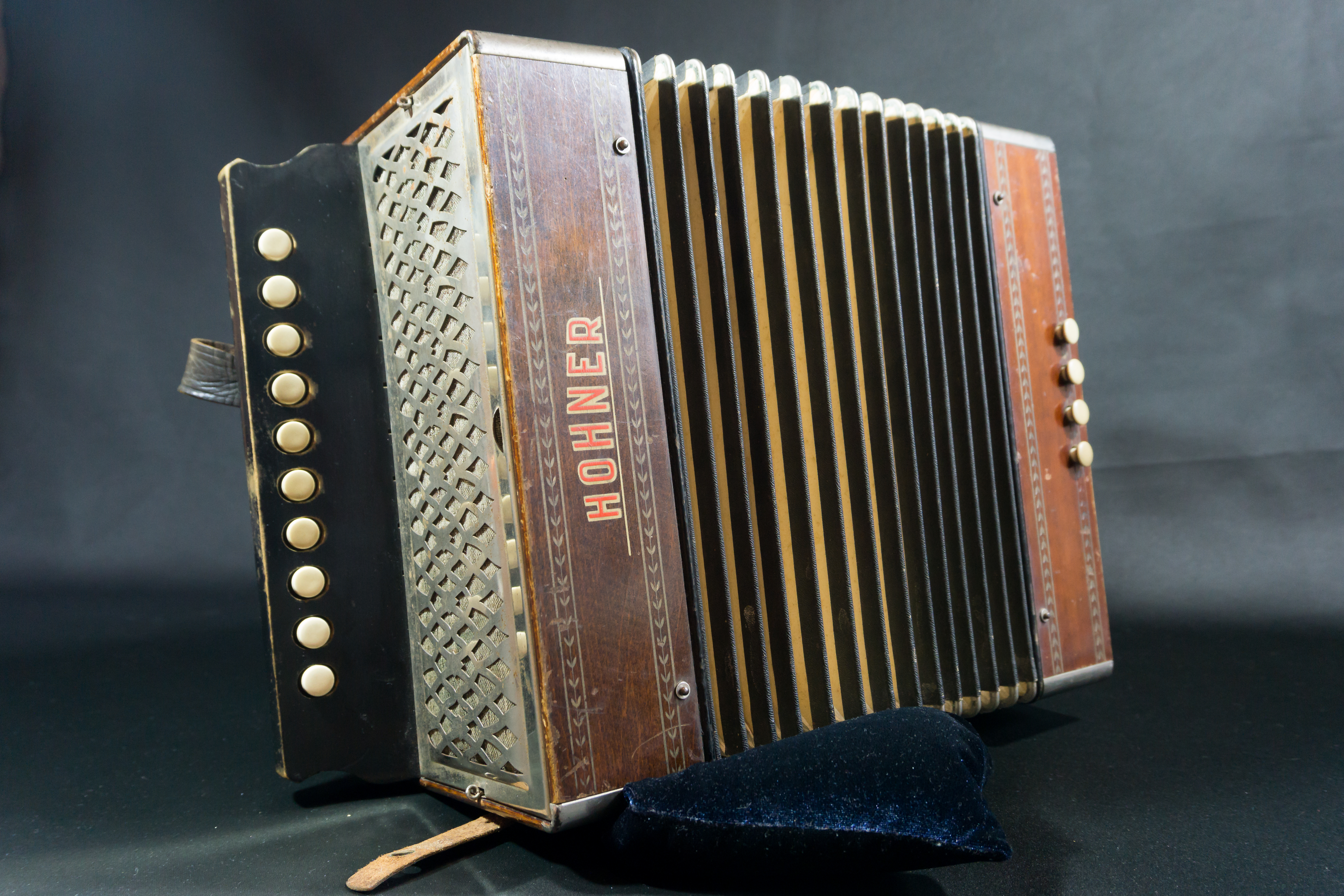
ホーナー アコーディオン

ホーナー有限合資会社（Hohner Musikinstrumente GmbH & Co. KG）は、世界的なドイツの楽器メーカー。1857年創業。アコーディオン、ハーモニカが主力商品。他にリコーダー、鍵盤ハーモニカも生産している。
日本ではブルース・ハープ、マリンバンドという商品名のハーモニカが広く知られている。かつては、ギター、エレクトリックベースも生産していた。

## ハーモニカ
- Blues Harp　木製コームを採用。ハーモニカと言えばブルース・ハープと言われるほどの、定番中の定番。
- Marine Band　木製コームを採用。枯れた音色で、プロ奏者の利用も多い。
- Old Standby　木製コームを採用。やや小ぶりのサイズ。
- Special-20　樹脂製コームを採用。息もれも少なく、なめらかな音色。
- Pro Harp　樹脂製コームを採用。名前の通り、プロの愛用者も多い安定的な音色。
- Golden Melody　樹脂製コームを採用。カーブが滑らかなボディで、演奏性が高い。

## アコーディオン
- ピアノキー - Morino（高級機）、Bravo（普及機）
- ボタンキー（クロマチック） - Nova
- ボタンキー（ダイアトニック/ディアトニック）- Erica、Compadre、Corona

## 鍵盤ハーモニカ（メロディカ）
- Hohner Kids Airboard Jr.25 - 25鍵。ソフトケース。2016年〜
- Performer 37（S33) - F3-F6の37鍵、延長ホース付、ジッパーケース。2016年〜
- メロディカ Airboard 37 - F3-F6の37鍵、ソフトバッグ。
  - メロディカ Airboard Rasta 37 - Airboard 37のラスタ・カラ―版
- メロディカ Airboard 32 - F3-C6の32鍵、ソフトバッグ。
  - メロディカ Airboard Rasta 32 - Airboard 32のラスタカラ―版
- ファイヤ・メロディカ C943274 - F3-C6の32鍵、筐体と黒鍵が赤色、白鍵が黒色、プラスチックハードケース。
- オーシャン・メロディカ C943275 - F3-C6の32鍵、筐体と黒鍵が青色、白鍵が黒色、プラスチックハードケース。
- メロディカ Superforce 37 C94331 - F-Fの37鍵、筐体・黒鍵・白鍵が黒色、ソフトバッグ。
- メロディカ スチューデント32 - F-Cの32鍵、筐体は黒、赤、青の3色展開、プラスチックハードケース。
- メロディカ スチューデント26 - B-Cの26鍵、筐体は黒、赤、青の3色展開、プラスチックハードケース。

## ギター・ベース
かつてはアコースティック・ギター、エレクトリック・ギター、エレクトリックベースも生産していたが、2019年現在では生産・販売していない。日本では神田商会がギターの輸入代理店であった。